# Constança Lucas
Constança Lucas (n. Coímbra, Portugal, 1960) es una artista, escritora, y poeta  de origen portuguesa, que vive y trabaja en el Brasil.

## Biografía
Constança Lucas nació en Coímbra, en 1960, y cursó toda la enseñanza media en colegios de Portugal. Pasó a residir en São Paulo a fines de la década de 1970, donde realizó la licenciatura plena en artes plásticas en la FAAP : "Fundación Armando Alvares Penteado, y un posgrado en Artes en la ECA: "Escuela de Comunicaciones y Artes, de la Universidad de São Paulo - USP. 
Realizó diversos cursos de artes plásticas, literatura, fotografía y en historia del arte, en Museos e instituciones culturales.
Vivió en Lisboa desde 1988 a 1992, donde realizó algunas exposiciones de pintura y de diseño, colectivas e individuales. También realizó trabajos en pintura en azulejos y otros trabajos en el área de las artes gráficas.
Ha participado de varias exposiciones colectivas desde el inicio de la década de los ochenta en diferentes países: Portugal, España, Bélgica, Checoslovaquia, Francia, Hungría, Italia, Japón, Argentina, Alemania, Australia, y Brasil. Realizó diversas exposiciones individuales en Portugal y en el Brasil.
Es autora de innumerables diseños publicados en periódicos, revistas, y en libros. 
Actualmente vive y trabaja en São Paulo. Se desenvuelve en las áreas artísticas de pintura, diseño, grabado, acuarela e infografía.

## Algunas poesías
- Esperança

- Há palavras

- Porque me dói o coração?

- Natal

## Algunos libros
- sylvia Orthof, constança Lucas. 2004. Guardachuvando dodeiras. 17.ª edición Atual Editora. 48 pp. ISBN	8535705570

- contança Lucas. 2002. Diário de Desenho. Edición de la autora

- maria do carmo Rodrigues, constança Lucas. 1990. Chamo-me Leovigildo: Páginas de um Diário. Livros para a Juventude. 2ª edición Vela Branca, 230 pp.

- alice Vieira, constança Lucas. 1988. A lua não está à venda. 4ª edición de Caminho, 168 pp. ISBN 9722100246

- maria angélica de Oliveira, constança Lucas. 1987a. Histórias de crocodilos. Editor Epopéia, 31 pp.

- sinval Medina, constança Lucas. 1987b. Isaltina e Napoleão, sapolices. Volumen 2 de Coleção Daqui & dali. Ediciones Epopeia, 44 pp.

- marcia Kupstas, constança Lucas. 1987c. Contos de todos os cantos: para viver o pai-nosso. Editor	Salesiana. ISBN 8575471864